# 아사쿠라 다카카게 (1493년)
아사쿠라 다카카게(일본어: 朝倉孝景, 1493년 ~ 1548년)는 일본 센고쿠 시대의 무장으로 에치젠의 센고쿠 다이묘이다.
아사쿠라 가문의 제 10대 당주로, 9대 당주 아사쿠라 사다카게(朝倉貞景)의 아들이자 11대 당주 아사쿠라 요시카게의 아버지이다. 7대 당주인 증조부 다카카게(孝景)의 이름을 따 자신도 다카카게라고 이름하였다. 오늘날에는 두 사람을 구분하기 위하여 편의상 법명을 붙여 증조부는 에이린 다카카게(英林孝景), 증손을 소준 다카카게(宗淳孝景)라고 불러서 구별한다.

## 약력
에이쇼(永正) 9년 3월에 아버지 사다카게가 매사냥 도중에 급사하면서 가독(家督)을 이어받았다. 에이쇼 13년에는 쇼군 아시카가 요시타네(足利義稙)로부터 흰 양산과 양탄자로 만든 안장을 쓰는 것이 허락되었다.
막부의 명으로 에이쇼 14년부터 일족인 아사쿠라 소테키를 군봉행(軍奉行)으로 삼아 그의 보좌를 받으며 당시 혼란에 빠져 있던 주변의 가가(加賀)·미노(美濃)·오미(近江)·와카사(若狹) 등지로 자주 출병하여 각 구니의 슈고 가문을 비롯한 세력들에게 군사적으로 우위를 점하여 정치적인 영향력을 행사하였다. 대대로 대립 관계에 있던 가가의 잇코슈(잇코 잇키)와의 화평도 성립하였다. 교토의 중앙 정세와 주변 국의 정세에 끊임없이 결과적으로 아사쿠라 가문의 세력을 크게 확대하는 데 성공하였다. 또한 조정과 무로마치 막부와의 강한 연계를 맺어 본거지 이치조다니(一乗谷)에 교토 풍의 문화가 만개하는 등 에치젠에 번영을 가져왔다.
군사면에서는 당주인 다카카게 자신이 직접 나서지는 않고, 소테키와 같은 일족의 주요 인물들을 대리로 파견한 예가 많다. 제도가 차기 당주인 요시카게의 통치에도 영향을 미치게 된다.
통치면에서는 본래의 에치젠 슈고 시바 가문(斯波氏) 아래서는 아사쿠라 가문과 동격이었던 고쿠진 영주 등을 완전히 휘하에 두는데는 성공하지 못했다. 또한, 동생 아사쿠라 가게타카(朝倉景高)와 대립하는 등 내분도 있었다.
경제면에서는 많은 경비가 드는 잦은 군사 파견과 조정과 막부에 대한 막대한 헌상금 등에서 아사쿠라 가문의 번영을 엿볼 수 있다. 또한, 명품 다기등을 소지하고 있거나, 가신들이 교토에서 서물을 구하는 등 경제적으로 상당히 여유가 있었던 것으로 보인다.

## 이치조다니의 번영
당시 전란이 끊이지 않았던 일본 국내(특히 기나이 주변)에서 에치젠은 아사쿠라 집안의 실력(주변 다이묘들과 비교했을 때이지만)으로 비교적 평온하였다. 그러한 아사쿠라 가문에 의지하고자 혼란에 빠진 교토(京都)로부터 많은 귀족과 문화인들이 피난을 겸하여 이치조다니에 찾아왔고 그곳에 머물렀다. 또한 이 시기 교토로의 출병과 쇼군 집안과의 교제, 그런 아사쿠라의 실력에 대한 쇼군 집안의 후대까지 겹쳐 아사쿠라 집안은 군사력뿐만 아니라(특히 기나이 방면에서) 사회적 지위도 크게 향상되었다.
한편 이 시기의 이치조다니에는 교토풍의 문화며 사교가 유입되어 서민층까지도 짙게 녹아들었다. 다카카게 자신도 축국(蹴鞠)은 아스카이 류(鳥井流)를 전수받고 와카(和歌)는 산조니시 사네타카(三条西実隆)에게 비평을 의뢰하는 등, 교토 문화를 즐겼다고 알려져 있다. 아사쿠라 집안의 가신들도 무도와는 별개로 이러한 문화에 친숙하였을 뿐 아니라, 다카카게에 대해서도
- “치세는 물론, 장수로서 병법을 논할 때조차, 시가를 평하는 묘함이 있다.”- 게이슈 주케이(月舟寿桂)
- “문도를 왼쪽에, 무도를 오른쪽에 둔 풍류 태수”- 슌타쿠 에이온(春沢永恩)

등 문무를 겸비했다는 칭찬이 여럿 남아있다.
또한, 다니노 잇파쿠(谷野一栢)나 나카라이 무네타카(半井見孝)·아키타카(明孝), 단바 지카타카(丹波親孝) 등의 의학자들도 초대하여 그 지식을 적극적으로 흡수하였다. 명(明)의 의학 서적 《팔십일난경(八十一難経)》을 주석하여, 이치조다니에서 목판본으로 간행되기도 하였다.
이 밖에 다카카게의 치세에 초대되거나 방문하여 이치조다니에 체류한 귀족·문화인 등의 면면은 아래와 같다.
- 유학(儒學) : 기요하라 노부카타(清原宣賢)[주석 1], 스가와라 아키나가(菅原章長), 스가와라 나가아쓰(菅原長淳)
- 와카 : 레이제이 다메카쓰(冷泉為和)[주석 2]
- 축국 : 아스카이 마사쓰나(飛鳥井雅綱)
- 신도(神道) : 요시다 가네미기(吉田兼右)
- 구게(公家) : 이치조 후사후유(一条房冬), 니조 하루요시(二条晴良), 산조 기미요리(三条公頼), 요쓰쓰지 스에토오(四辻季遠), 간주지 하루히데(勧修寺晴秀), 간로지 모토나가(甘露寺元長)

## 인물
다메카게는 문치(文治) 스타일의 우수한 정치가였다. 앞에서 서술한 대로 이치조타니에 많은 구게를 초빙하였는데 이때 초빙한 구게들은 평화롭고 번영을 누리는 에치젠을 부러워할 정도였다고 한다. 이것은 아사쿠라 집안의 에치젠 지배가 안정기를 맞이하고 있었기 때문이었다. 또한 이 시대에는 문화도 발전하여 아사쿠라 집안은 다메카게의 치세에 전성기를 맞았다고까지 평가된다.
한편으로 다메카게의 무장으로서의 역량은 사료상 명확한 것이 없고(일족이었던 아사쿠라 소테키가 맡고 있었다) 그 자신이 군을 인솔했다고 하는 기록도 거의 없다. 또한 아사쿠라군이 대외로 출병한 것도 대부분은 막부의 요청에 답하여 기나이나 주변 구니로 향한 것이고 이 과정에서 아사쿠라 집안 자체의 영토 확대는 거의 없었다. 이러한 다메카게의 문약하다고도 할 수 있는 행동이 아들인 요시카게(義景)에게도 이어졌을 가능성도 거론되곤 한다. 군사 방면에서 아사쿠라 집안은 '군사 담당자'라고 할 수 있는 지위를 임명하여 파견한다는, 즉 최고 통치자(아사쿠라 당주)가 직접 최전선에 나올 필요가 없는 시스템이 이 무렵에는 이미 상태화되어 있었고, 다소 후대이긴 하지만 아즈치(安土) 성이 세워지고부터는 오다 노부나가(織田信長) 등이 이와 비슷한 시스템으로 군사를 운용하기도 했다.